# Jejomar Binay
Jejomar (Jojo) C. Binay (Manilla, 11 november 1942) is een Filipijns politicus en was van 2010 tot 2016 de vicepresident van de Filipijnen. Hij was jarenlang burgemeester van Makati en werd bij de verkiezingen van 2010 gekozen tot vicepresident.

## Biografie

### Vroege levensloop en opleiding
Jejomar Binay werd geboren op 11 november 1942 in de Filipijnse hoofdstad Manilla als het enige kind van Diego Binay en Lourdes Cabauatan. Nadat Binay op 9-jarige leeftijd wees was geworden, werd hij geadopteerd door zijn oom Ponciano Binay. Na zijn middelbareschoolopleiding aan het Philippine Normal College en de University of the Philippines (UP) studeerde Binay politieke wetenschappen aan de UP. Na het voltooiden van deze Bachelor of Arts-opleiding voltooide Binay een bachelor-opleiding rechten aan dezelfde onderwijsinstelling. In 1968 slaagde hij bovendien voor het toelatingsexamen van de Filipijnse balie. Nadien volgde Binay nog colleges bestuurskunde en recht aan respectievelijk de UP en de University of Santo Tomas.

### Advocaat
Binay begon met werken als juridisch adviseur van Carlos Loyzaga, een raadslid van Manilla. Nadien was hij werkzaam als assistent-advocaat bij Deogracias T. Reyes Law Office en later als senior-partner van Binay, Cueva and Associates Law Office. Daarnaast doceerde Binay aan diverse onderwijsinstellingen. Nadat Marcos in 1972 de staat van beleg uitriep werd Binay als bekend nationalist in 1973 opgepakt. Na zijn vrijlating sloot hij zich aan bij de Free Legal Assistance Group (FLAG) van senator Jose Diokno. Later richtte met onder meer Joker Arroyo de Movement for the Advancement of Brotherhood, Integrity, Nationalism and Independence (MABINI) op. Deze organisaties stonden pro bono mensenrechtenslachtoffers van het bewind van Marcos bij.

### Burgemeester van Makati
Na de val van Marcos in 1986 tijdens de EDSA-revolutie werd Binay door opvolger Corazon Aquino in april 1986 aangesteld als burgemeester van gemeente Makati. Hij was de opvolger van de kort daarvoor overleden burgemeester Nemesio Yabut. Bij de eerstvolgende verkiezingen in 1988 werd Binay ook door het volk gekozen tot burgemeester van Makati. In 1992 en 1995 werd Binay herkozen. Onder zijn bewind groeide Makati uit tot het financiële centrum van de Filipijnen. In 1995 werd de wet aangenomen die Makati omvormde van gemeente tot stad. Bij de verkiezingen van 1998 moest Binay gedwongen door de nieuwe Filipijnse grondwet afstand doen van zijn burgemeesterschap. Zijn vrouw Elenita Binay werd in zijn plaats gekozen tot burgemeester van de stad. In 2001, 2004 en 2007 was het weer Binay die werd gekozen tot burgemeester van Makati.
Binay was tijdens zijn periode als burgemeester van Makati geen onomstreden politicus. Hij werd diverse malen beschuldigd van corruptiepraktijken. In oktober 2006 werd hij tijdelijk geschorst, nadat er aanwijzingen naar boven kwamen dat er niet bestaande werknemers op de loonlijst van de stad stonden. De schorsing werd na een kleine week al opgeheven. Daarnaast loopt er een aanklacht tegen hem naar aanleiding van het achterhouden van ingehouden belastingen van werknemers van de stad Makati. Het zou hierbij om een bedrag van ongeveer 1 miljoen peso gaan. Later werden de aanklachten door de speciale rechtbank voor corruptie, de Sandiganbayan, echter verworpen.

### Vicepresident
Op 11 november 2008 maakte Binay bekend dat hij bij de verkiezingen van 2010 als kandidaat voor PDP-Laban zou gaan meedoen aan de strijd om het presidentschap. Binay, kreeg aanvankelijk steun van voormalig president Joseph Estrada, met de uitspraak: "Burgemeester Binay heeft de capaciteiten en de bekwaamheid. Dat heeft hij laten zien als bestuurder van de belangrijkste stad van het land." In een peiling in maart 2009 bleek Binay praktisch kansloos voor de winst. Slechts 1% van de ondervraagden antwoorden positief op de vraag of zij Binay zagen als de beste opvolger voor Gloria Macapagal-Arroyo.
Nadat Joseph Estrada zich daarop zelf kandidaat had gesteld voor het presidentschap, verklaarde Binay dat hij diens kandidatuur ondersteunde en dat hij zich daarom uit de race zou terugtrekken. Binay werd daarop door Estrada uitgekozen als zijn running mate en kandidaat voor het vicepresidentschap. In de peilingen voor de verkiezingen van vicepresident deed Binay het veel beter en gaven aan dat hij ongeveer evenveel kans maakte als senator Mar Roxas, de running mate van Benigno Aquino III. Kort voor de verkiezingen werd bekend dat Binay een buitenechtelijke relatie had gehad. Dit bericht was echter niet van invloed op de resultaten van de verkiezingen. Hij versloeg Roxas en de andere kandidaten en werd gekozen tot vicepresident. Bij de verkiezingen voor het presidentschap werd Estrada echter verslagen door Benigno Aquino III.

### Privéleven
Binay is getrouwd met Elenita Sombillo en kreeg met haar vijf kinderen: Maria Lourdes, Mar-Len, Jejomar Erwin Jr., Marita Angeline en Joanna Marie Blanca. Elenita was van 1998 tot 2001 burgemeester van Makati, na Jejomar's derde en dus wettelijk laatste opeenvolgende termijn. Zijn oudste drie kinderen werden ook politicus. Dochter Maria Lourdes, beter bekend als Nancy Binay werd in 2010 gekozen in de Filipijnse Senaat. Dochter Mar-Len Binay werd in 2004, 2007 en 2010 gekozen tot afgevaardigde van het 2e kiesdistrict van Makati en zoon Jejomar Erwin jr., Jun Jun Binay volgde in 2010 zijn vader op als burgemeester van Makati.